# Veronska Arena
Veronska Arena (italijanski: Arena di Verona) je rimski amfiteatar u srcu Verone, na Trgu Bra.

## Istorija i karakteristike
Izgrađena je tokom 1. veka, od materijala iskopanog po lokalnim kamenolomima, orginalno je bio smeštena izvan gradskih bedema. U to veme mogla je primiti do 30.000 gledaoca (danas u nju stane do 15.000). Zbog stalnih napada Varvara za vladavine cara Galijena 265. podignuti su bedemi i oko arene, pa je i ona uklopljena u korpus grada. Za ranog srednjeg veka arena je korištena kao kamenolom za gradnju novih zgrada. Takva praksa prekinuta je za renesanse, kad su počeli prvi radovi na njenoj restauraciji.